# Ornitión
En la mitología griega Ornitión (en griego Ὀρνύτιων, Ornýtion) u Órnito (Ὄρνυτος, Órnytos), a veces referido como Porfirión (Πορφυρίων, Porphyríon), era uno de los hijos de Sísifo.
Pausanias nos dice que Sísifo tuvo no sólo a Glauco, padre de Belerofontes, sino también otro hijo, Ornitión, y además de él Tersandro y Almo. De Ornitión era hijo Foco, llamado hijo de Poseidón. Éste emigró a Titorea, perteneciente a la actualmente llamada Fócide, y Toante, el hijo más joven de Ornitión, permaneció en Corinto. El nombre de la región de Fócide viene por Foco, hijo de Ornitión, que había venido a ella una generación antes.
En un escolio se lo denomina como Porfirión. Se nos dice que a «Minias se llama Eólida, no por ser descendiente inmediato de Eolo, sino como descendiente de su estirpe. Sísifo, hijo de Eolo, tuvo dos hijos, Almo y Porfirión. Minias, el constructor de Orcómeno, era hijo de Poseidón, habido con Crisógona, hija de Almo, por lo que era descendiente de Eolo por parte de la madre».
En otros escolio se dice que Ornitión vino de Aonia para unirse a los habitantes de Hiámpolis en la batalla contra los locrios de Opunte por Dafnunte y ganó él mismo el reino, que entregó a Foco y regresó a Corinto con su otro hijo, Toante, que más tarde le sucedió.
En otra versión Órnito aparece descrito como hijo de Foco (y por lo tanto sería el nieto del anterior Ornitión). Órnito fue el padre de Náubolo de Fócide. Ese Náubolo fue padre del argonauta Ífito y de Antifatia, la esposa de Criso.